# Makrem Ben Romdhane
Makrem Ben Romdhane (arab. مكرم بن رمضان; ur. 27 marca 1989 w Susie) – tunezyjski koszykarz, reprezentant kraju, olimpijczyk, występujący na pozycjach silnego skrzydłowego lub środkowego, obecnie zawodnik zespołu Benfica Lizbona.

## Osiągnięcia
Stan na 11 września 2022, na podstawie, o ile nie zaznaczono inaczej.

### Drużynowe
- Mistrz:
  - Krajów Arabskich (2017)
  - Portugalii (2022)
  - Tunezji (2009, 2011–2013, 2021)
  - Libanu (2018)
- Wicemistrz:
  - Koszykarskiej Ligi Afryki (BAL – 2021)
  - Tunezji (2010)
  - Egiptu (2016, 2017)
- Zdobywca pucharu:
  - Mistrzów Afryki (2011)
  - Tunezji (2011–2013, 2021)
  - Egiptu (2015–2017)
  - Libanu (2018)
- Finalista:
  - pucharu:
    - Mistrzów Afryki (2008, 2013)
    - Portugalii (2022)
    - ligi portugalskiej (2022)

  - turnieju Houssem Eddine Hariri (2012)

### Indywidualne
- MVP Pucharu Mistrzów Afryki (2011)
- Laureat nagrody – Basketball Africa League Manute Bol Sportsmanship Award (2021)
- Zaliczony do I składu:
  - Koszykarskiej Ligi Afryki (BAL – 2021)
  - Pucharu Mistrzów Afryki (2011, 2014)

### Reprezentacja
Drużynowe
- Mistrz Afryki (2011, 2017, 2021)
- Brązowy medalista:
  - mistrzostw Afryki (2009, 2015)
  - igrzysk śródziemnomorskich (2013)
- Uczestnik:
  - mistrzostw:
    - świata (2010 – 24. miejsce, 2019 – 20. miejsce[4])
    - Afryki (2009, 2011, 2013 – 9. miejsce, 2015, 2017, 2021)

  - igrzysk olimpijskich (2012 – 11. miejsce)[5]
  - kwalifikacji:
    - olimpijskich (2016 – 6. miejsce)
    - do Afrobasketu (2020)

  - afrykańskich kwalifikacji do mistrzostw świata (2017 – 2. miejsce, 2021)

Indywidualne
- MVP mistrzostw Afryki (2021)
- Zaliczony do I składu mistrzostw Afryki (2011, 2015, 2021)